# Gavin Sheets
Gavin Sheets (Lutherville, Maryland, 23 de abril de 1996) es un jugador profesional estadounidense de béisbol que se desempeña en la posición de primera base en Chicago White Sox, equipo de las Grandes Ligas de Béisbol (MLB).

## Carrera
Fue seleccionado en la segunda ronda en el Draft de la MLB de 2017. En 2021 hizo su debut profesional con el equipo Chicago White Sox, donde lleva jugando cuatro temporadas.